# 埃爾茨莊園

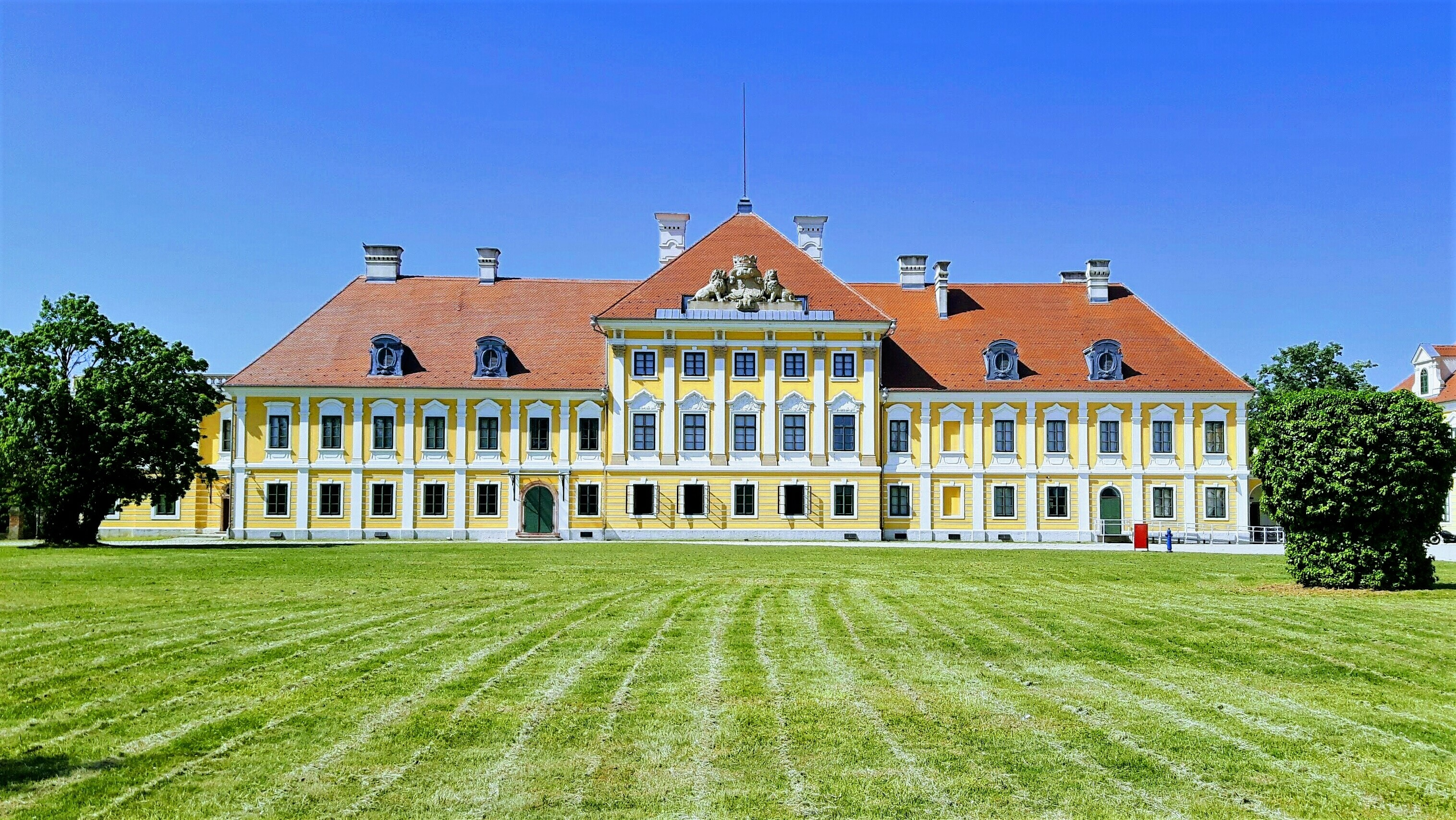
埃爾茨莊園

埃爾茨莊園是一座位於克羅埃西亞城市武科瓦爾的巴洛克式城堡建築。這座建築修建修建於18世紀，是武科瓦爾城市博物館的所在地。1991年克羅埃西亞獨立戰爭中，埃爾茨莊園被毀。在經過了四年的修復之後，莊園已經在2011年10月完全租恢復到戰前外觀。

## 外部連結
- Vukovar City Museum （页面存档备份，存于）

45°21′27″N 18°59′42″E / 45.3575358481°N 18.9949858189°E